# Дичина
Дичина је река у Србији. Настаје на јужним падинама Сувобора и Рајца, од Велике и Мале Дичине. Код Прељине се као лева притока улива у реку Чемерницу, притоку Западне Мораве и припада црноморском сливу.
У селу Шарани, на месту званом Савинац, Дичина има малени бук који је традиционално излетиште Горњомилановчана.
Дужина тока јој износи 35 km, а површина слива 394 km², са просечним протоком 1 m³/s. Долином Дичине и њене главне притоке Деспотовице, коју прима са леве стране, пролази важна саобраћајница Ибарска магистрала, која од Београда преко Рудника и Горњег Милановца води ка Краљеву и Чачку.
- Дичина на Савинцу током великих поплава 2014.
- Слап Дичине на Савинцу
- Слап Дичине на Савинцу